# هوتینگن بای لار
هوتینگن بای لار (به آلمانی: Hüttingen bei Lahr) یک شهر در آلمان است که در بیتبورگ-پروم واقع شده‌است.